# Glaresis
Glaresis är ett släkte av skalbaggar. Glaresis ingår i familjen Glaresidae.

## Dottertaxa tillGlaresis, i alfabetisk ordning[1]
- Glaresis alfierii
- Glaresis arabica
- Glaresis arenata
- Glaresis beckeri
- Glaresis canadensis
- Glaresis carthagensis
- Glaresis cartwrighti
- Glaresis ceballosi
- Glaresis celiae
- Glaresis clypeata
- Glaresis confusa
- Glaresis contrerasi
- Glaresis dakotensis
- Glaresis desperata
- Glaresis ecostata
- Glaresis exasperata
- Glaresis foveolata
- Glaresis franzi
- Glaresis freyi
- Glaresis fritzi
- Glaresis frustrata
- Glaresis gineri
- Glaresis gordoni
- Glaresis handlirschi
- Glaresis hispana
- Glaresis holmi
- Glaresis holzschuhi
- Glaresis howdeni
- Glaresis impressicollis
- Glaresis inducta
- Glaresis kocheri
- Glaresis koenigsbaueri
- Glaresis lomii
- Glaresis longisternum
- Glaresis mandibularis
- Glaresis maroccana
- Glaresis mauritanica
- Glaresis medialis
- Glaresis mendica
- Glaresis methneri
- Glaresis minuta
- Glaresis namibensis
- Glaresis obscura
- Glaresis orientalis
- Glaresis orthochilus
- Glaresis oxiana
- Glaresis pardoalcaidei
- Glaresis pardoi
- Glaresis penrithae
- Glaresis phoenicis
- Glaresis porrecta
- Glaresis quedenfeldti
- Glaresis rufa
- Glaresis texana
- Glaresis thiniensis
- Glaresis tripolitana
- Glaresis walzlae
- Glaresis villiersi
- Glaresis zarudniana
- Glaresis zvirgzdinsi